# Nera di Colletorto
L'oliva nera di Colletorto è una cultivar di olivo del Molise, considerato un ottimo olio per le sue qualità organolettiche. L'oliva nera di Colletorto è una varietà locale che cresce in condizioni ottimali con il microclima che si rinviene in queste zone. 

## Caratteristiche
L‘Olio di Colletorto” racchiude in sé tutte le migliori caratteristiche di un ottimo olio extravergine di oliva. Si tratta di un lungo processo che inizia con la cura degli oliveti, passa attraverso la raccolta delle olive e termina con la molitura. 
Tipologia caratteristica di oliva della zona del basso Molise, essa viene coltivata nei comuni di Colletorto, Bonefro, Sant'Elia a Pianisi, Macchia Valfortore, San Giuliano di Puglia, Pietracatella e Carlantino.  È una pianta coriacea in quanto resistente alle avversità principali, come gli attacchi della mosca olearia. Ciò porta a ridurre l’utilizzo di pesticidi, fitofarmaci e prodotti chimici. Essa ha inoltre una resistenza all’ossidazione e riesce a conservare le qualità analitiche e organolettiche integre nel tempo. 
Ha una produttività ad anni alterni medio alta, ma resa in olio modesta (16%). L'olio, a bassa acidità e abbastanza ricco di polifenoli e antiossidanti, ha gusto amaro piccante con sentori di oliva verde e carciofo. 

## La raccolta delle olive
L'olio sicuramente non è un elemento basilare in quanto può essere sostituito da altri alimenti; ma, sicuramente, è un alimento che si sceglie per un'alimentazione corretta. La coltura dell'olivo tra i monti della Daunia e i monti frentani e la valle del fiume Fortore risale probabilmente ai tempi della Repubblica Romana, a testimonianza ci sono gli archivi della Chiesa Madre di San Giovanni Battista a Colletorto. 
In passato, il metodo di raccolta consisteva nel far crescere gli alberi e, al momento della raccolta si dovevano utilizzare le scale (di solito di oltre 25 gradini). Le olive venivano fatte cadere tirandole con le mani oppure scuotendo il ramo. Le donne che erano sotto l'albero le raccoglievano mettendole nei sacchetti. Alla sera, i sacchi venivano riportati con gli animali da soma. Negli anni ci fu qualche miglioramento ottenuto dall'uso dei teli da disporre sotto l'albero su cui far cadere le olive. Le olive, in questo caso, venivano radunate e poi messe nei soliti sacchi. Dopo diversi anni arrivarono i primi rastrelli che permettevano di far cadere le olive con molta rapidità e facilità e anche le reti in plastica. Oggi, la raccolta è assegnata quasi esclusivamente ai mezzi meccanici ed a squadre di persone. Il raccolto, poi, viene portato nei diversi frantoi locali per essere molito (di solito anche in 24 ore). Oggi vengono portate al frantoio mediante cassette ben areate. La raccolta avviene da fine settembre a inizio dicembre. 